# Puchar Europy w Lekkoatletyce 1973 – półfinał mężczyzn (Oslo)
Półfinał pucharu Europy w lekkoatletyce w 1973 mężczyzn odbył się 4 i 5 sierpnia w Oslo. Był to jeden z trzech półfinałów. Pozostałe odbyły się w Celje i Nicei.
Wystąpiło sześć zespołów, z których dwa najlepsze awansowały do finału.

## Klasyfikacja generalna
| Poz. | Reprezentacja   | Punkty |
| ---- | --------------- | ------ |
| 1    | ZSRR            | 98,5   |
| 2    | Wielka Brytania | 80,5   |
| 3    | Włochy          | 72,5   |
| 4    | Węgry           | 62     |
| 5    | Norwegia        | 57,5   |
| 6    | Belgia          | 48     |

## Wyniki indywidualne
Kolorami oznaczono zawodników reprezentujących zwycięskie drużyny.

### Bieg na 100 metrów
| Lp. | Państwo         | Zawodnik      | Wynik  |
| --- | --------------- | ------------- | ------ |
| 1.  | Węgry           | Lajos Gresa   | 10,2 w |
| 2.  | Włochy          | Pietro Mennea | 10,3 w |
| 3.  | Norwegia        | Audun Garshol | 10,3 w |
| 4.  | ZSRR            | Juris Silovs  | 10,4 w |
| 5.  | Wielka Brytania | Don Halliday  | 10,6 w |
| 6.  | Belgia          | Lambert Micha | 10,7 w |

### Bieg na 200 metrów
| Lp. | Państwo         | Zawodnik          | Wynik  |
| --- | --------------- | ----------------- | ------ |
| 1.  | Włochy          | Pietro Mennea     | 20,7 w |
| 2.  | Wielka Brytania | David Jenkins     | 20,8 w |
| 3.  | ZSRR            | Aleksandr Żydkich | 21,1 w |
| 4.  | Norwegia        | Audun Garshol     | 21,1 w |
| 5.  | Belgia          | Fons Brydenbach   | 21,3 w |
| 6.  | Węgry           | Endre Lépold      | 21,5 w |

### Bieg na 400 metrów
| Lp. | Państwo         | Zawodnik            | Wynik |
| --- | --------------- | ------------------- | ----- |
| 1.  | Wielka Brytania | David Jenkins       | 45,2  |
| 2.  | Belgia          | Fons Brydenbach     | 45,9  |
| 3.  | ZSRR            | Siemion Koczer      | 46,2  |
| 4.  | Włochy          | Marcello Fiasconaro | 46,2  |
| 5.  | Węgry           | István Rózsa        | 46,6  |
| 6.  | Norwegia        | Rune Tjore          | 46,8  |

### Bieg na 800 metrów
| Lp. | Państwo         | Zawodnik            | Wynik  |
| --- | --------------- | ------------------- | ------ |
| 1.  | ZSRR            | Jewhen Arżanow      | 1:46,4 |
| 2.  | Wielka Brytania | Andy Carter         | 1:46,6 |
| 3.  | Belgia          | Herman Mignon       | 1:47,6 |
| 4.  | Węgry           | Sándor Fekete       | 1:50,0 |
| 5.  | Norwegia        | Sven Johan Svensen  | 1:51,5 |
| –   | Włochy          | Marcello Fiasconaro | DQ     |

### Bieg na 1500 metrów
| Lp. | Państwo         | Zawodnik                 | Wynik  |
| --- | --------------- | ------------------------ | ------ |
| 1.  | Włochy          | Francesco Arese          | 3:39,5 |
| 2.  | Norwegia        | Knut Kvalheim            | 3:39,8 |
| 3.  | Belgia          | Herman Mignon            | 3:40,1 |
| 4.  | Wielka Brytania | Phil Banning             | 3:41,0 |
| 5.  | ZSRR            | Stanisław Mieszczerskich | 3:41,4 |
| 6.  | Węgry           | Péter Mohácsi            | 3:44,1 |

### Bieg na 5000 metrów
| Lp. | Państwo         | Zawodnik           | Wynik   |
| --- | --------------- | ------------------ | ------- |
| 1.  | Belgia          | Emiel Puttemans    | 13:25,2 |
| 2.  | ZSRR            | Michaił Żełobowski | 13:30,2 |
| 3.  | Norwegia        | Arne Kvalheim      | 13:30,4 |
| 4.  | Włochy          | Gianni Del Buono   | 13:30,4 |
| 5.  | Wielka Brytania | Roger Clark        | 13:47,2 |
| 6.  | Węgry           | Gábor Báthori      | 14:27,0 |

### Bieg na 10 000 metrów
| Lp. | Państwo         | Zawodnik         | Wynik   |
| --- | --------------- | ---------------- | ------- |
| 1.  | ZSRR            | Nikołaj Swiridow | 28:19,8 |
| 2.  | Wielka Brytania | Bernie Plain     | 28:27,0 |
| 3.  | Belgia          | Gaston Roelants  | 28:27,4 |
| 4.  | Norwegia        | Knut Børø        | 28:43,0 |
| 5.  | Włochy          | Giuseppe Cindolo | 28:49,6 |
| 6.  | Węgry           | Béla Tóth        | 29:40,0 |

### Bieg na 110 metrów przez płotki
| Lp. | Państwo         | Zawodnik         | Wynik |
| --- | --------------- | ---------------- | ----- |
| 1.  | Wielka Brytania | Berwyn Price     | 13,7  |
| 2.  | ZSRR            | Wiktor Miasnikow | 13,9  |
| 3.  | Włochy          | Sergio Liani     | 14,0  |
| 4.  | Węgry           | Lóránd Milassin  | 14,0  |
| 5.  | Norwegia        | Håkon Fimland    | 14,3  |
| 6.  | Belgia          | Freddy Herbrand  | 15,2  |

### Bieg na 400 metrów przez płotki
| Lp. | Państwo         | Zawodnik           | Wynik |
| --- | --------------- | ------------------ | ----- |
| 1.  | ZSRR            | Dmitrij Stukałow   | 50,5  |
| 2.  | Wielka Brytania | Bill Hartley       | 50,7  |
| 3.  | Węgry           | István Árva        | 51,3  |
| 4.  | Włochy          | Daniele Giovanardi | 52,6  |
| 5.  | Norwegia        | Olav Grasbakken    | 52,7  |
| 6.  | Belgia          | René Ravets        | 54,4  |

### Bieg na 3000 metrów z przeszkodami
| Lp. | Państwo         | Zawodnik       | Wynik  |
| --- | --------------- | -------------- | ------ |
| 1.  | ZSRR            | Romualdas Bitė | 8:27,0 |
| 2.  | Wielka Brytania | Steve Hollings | 8:27,8 |
| 3.  | Włochy          | Franco Fava    | 8:28,8 |
| 4.  | Belgia          | Paul Thijs     | 8:29,6 |
| 5.  | Norwegia        | Jan Voje       | 8:31,4 |
| 6.  | Węgry           | Sándor Máthé   | 9:02,2 |

### Sztafeta 4 × 100 metrów
| Lp. | Państwo         | Zawodnicy                                                        | Wynik  |
| --- | --------------- | ---------------------------------------------------------------- | ------ |
| 1.  | Włochy          | Vincenzo Guerini Alfredo Maccararo Luigi Benedetti Pietro Mennea | 39,0 = |
| 2.  | ZSRR            | Aleksandr Żydkich Boris Izmiestiew Juris Silovs Wołodymyr Atamas | 39,4   |
| 3.  | Wielka Brytania | Brian Green Chris Monk Ian Matthews Les Piggot                   | 39,6   |
| 4.  | Węgry           | Tibor Farkas Lajos Gresa István Bátori Endre Lépold              | 40,1   |
| 5.  | Norwegia        | Øyvind Røst Terje Hellesylt Audun Garshol Tore Bjelland          | 40,4   |
| 6.  | Belgia          | Wilfried Geeroms Lambert Micha Guy Stas Philippe Housiaux        | 40,6   |

### Sztafeta 4 × 400 metrów
| Lp. | Państwo         | Zawodnicy                                                               | Wynik  |
| --- | --------------- | ----------------------------------------------------------------------- | ------ |
| 1.  | ZSRR            | Leonid Korolow Dmitrij Stukałow Walerij Judin Siemion Koczer            | 3:07,4 |
| 2.  | Włochy          | Alfonso Di Guida Claudio Trachello Pasqualino Abeti Marcello Fiasconaro | 3:08,0 |
| 3.  | Wielka Brytania | Joe Chivers Bill Hartley John Wilson David Jenkins                      | 3:08,0 |
| 4.  | Węgry           | István Árva Sándor Fekete István Patty István Rózsa                     | 3:12,2 |
| 5.  | Belgia          | Émile Thees Willy Vandenwyngaerden Romain Roels Gaby De Geyter          | 3:12,6 |
| 6.  | Norwegia        | Steinar Smevold Bjørn Birknes Stein Are Agledal Rune Tjore              | 3:12,7 |

### Skok wzwyż
| Lp. | Państwo         | Zawodnik            | Wynik |
| --- | --------------- | ------------------- | ----- |
| 1.  | Węgry           | István Major        | 2,15  |
| 2.  | Włochy          | Enzo Del Forno      | 2,13  |
| 3.  | Norwegia        | Leif Roar Falkum    | 2,11  |
| 4.  | ZSRR            | Walentin Gawriłow   | 2,07  |
| 5.  | Belgia          | Guy Moreau          | 2,07  |
| 6.  | Wielka Brytania | Mike Colin Campbell | 1,99  |

### Skok o tyczce
| Lp. | Państwo         | Zawodnik           | Wynik |
| --- | --------------- | ------------------ | ----- |
| 1.  | ZSRR            | Jurij Isakow       | 5,10  |
| 2.  | Wielka Brytania | Mike Bull          | 5,00  |
| 3.  | Włochy          | Silvio Fraquelli   | 5,00  |
| 4.  | Węgry           | Róbert Steinhacker | 4,60  |
| 5.  | Belgia          | Robert Jacqmain    | 4,40  |
| 6.  | Norwegia        | Wilhelm Sorteberg  | 4,40  |

### Skok w dal
| Lp. | Państwo         | Zawodnik            | Wynik |
| --- | --------------- | ------------------- | ----- |
| 1.  | ZSRR            | Wałerij Podłużny    | 8,11  |
| 2.  | Norwegia        | Kristen Fløgstad    | 8,02  |
| 3.  | Węgry           | Henrik Kalocsai     | 7,51  |
| 4.  | Włochy          | Piercarlo Molinaris | 7,51  |
| 5.  | Belgia          | Yves Theisen        | 7,30  |
| 6.  | Wielka Brytania | Stewart Atkins      | 7,23  |

### Trójskok
| Lp. | Państwo        | Zawodnik          | Wynik |
| --- | -------------- | ----------------- | ----- |
| 1.  | ZSRR           | Michaił Bariban   | 16,58 |
| 2.  | Norwegia       | Sigurd Langeland  | 15,57 |
| 3.  | Włochy         | Roberto Mazzucato | 15,33 |
| 4.  | Czechosłowacja | Chris Colman      | 15,26 |
| 5.  | Belgia         | Luc Carlier       | 15,19 |
| 6.  | Węgry          | Henrik Kalocsai   | 15,14 |

### Pchniecie kulą
| Lp. | Państwo         | Zawodnik            | Wynik |
| --- | --------------- | ------------------- | ----- |
| 1.  | Wielka Brytania | Geoff Capes         | 20,15 |
| 2.  | ZSRR            | Walerij Wojkin      | 19,84 |
| 3.  | Węgry           | János Faragó        | 18,98 |
| 4.  | Norwegia        | Bjørn Bang Andersen | 18,48 |
| 5.  | Włochy          | Michele Sorrenti    | 17,64 |
| 6.  | Belgia          | Georges Schroeder   | 16,46 |

### Rzut dyskiem
| Lp. | Państwo         | Zawodnik          | Wynik |
| --- | --------------- | ----------------- | ----- |
| 1.  | Węgry           | Géza Fejér        | 60,54 |
| 2.  | Włochy          | Silvano Simeon    | 59,64 |
| 3.  | Wielka Brytania | Bill Tancred      | 59,46 |
| 4.  | ZSRR            | Wiktor Penzikow   | 57,36 |
| 5.  | Norwegia        | Tormod Lislerud   | 57,08 |
| 6.  | Belgia          | Georges Schroeder | 53,18 |

### Rzut młotem
| Lp. | Państwo         | Zawodnik            | Wynik |
| --- | --------------- | ------------------- | ----- |
| 1.  | ZSRR            | Anatolij Bondarczuk | 69,94 |
| 2.  | Węgry           | István Encsi        | 68,38 |
| 3.  | Wielka Brytania | Howard Payne        | 64,78 |
| 4.  | Norwegia        | Arne Lothe          | 59,96 |
| 5.  | Belgia          | Jacques Mortier     | 53,78 |
| 6.  | Włochy          | Faustino De Boni    | 45,50 |

### Rzut oszczepem
| Lp. | Państwo         | Zawodnik         | Wynik |
| --- | --------------- | ---------------- | ----- |
| 1.  | ZSRR            | Jānis Lūsis      | 85,22 |
| 2.  | Wielka Brytania | David Travis     | 80,86 |
| 3.  | Węgry           | Miklós Németh    | 80,72 |
| 4.  | Norwegia        | Harald Lorentzen | 78,52 |
| 5.  | Belgia          | Lode Wyns        | 70,72 |
| 6.  | Włochy          | Renzo Cramerotti | 70,18 |